# László Bödör
László Bödör (ur. 17 sierpnia 1933 w Budapeszcie) – węgierski piłkarz. Był powołany do reprezentacji kraju i brał udział w Mundialu 1962 w jednym meczu (z Egiptem).
Grał w węgierskich klubach, m.in. Esztergomi Vasas, Dorogi Bányász, MTK Hungária, Debreceni VSC.